# Zeitgeist
Zeitgeist ((audio)ⓘ; pronúncia: [Dzáit-Gáist]) é um termo alemão cuja tradução significa espírito da época ou sinal dos tempos, mas, em uma tradução mais apurada: espírito do tempo. O Zeitgeist significa, em suma, o conjunto do clima intelectual, sociológico e cultural de uma pequena região até a abrangência do mundo todo em uma certa época da história, ou as características genéricas de um determinado período de tempo.
O conceito de espírito da época remonta a Johann Gottfried Herder e outros românticos alemães, mas ficou melhor conhecido pela obra de Hegel, Filosofia da História. Em 1769, Herder escreveu uma crítica ao trabalho Genius seculi do filólogo Christian Adolph Klotz, introduzindo a palavra Zeitgeist como uma tradução de genius seculi (Latim: genius — "espírito guardião" e saeculi — "do século"). Os alemães românticos, tentados normalmente à redução filosófica do passado às essências, trataram de construir o "espírito da época" como um argumento histórico de sua defesa intelectual.
Hegel acreditava que a arte reflete, por sua própria natureza, a cultura da época em que esta foi feita. Cultura e arte são conceitos inseparáveis porque um determinado artista é um produto de sua época e, assim sendo, carrega essa cultura em qualquer trabalho que faça. Consequentemente, ele acreditava que no mundo moderno não seria possível recriar arte clássica, que havia surgido do Zeitgeist em que os artistas clássicos viviam; ou seja, durante a Antiguidade Clássica. A arte clássica dependia puramente da filosofia e da teoria da arte, sem o acréscimo feito pelo Zeitgeist do mundo moderno, de uma função social moralizante.